# Martha Root
Martha Louise Root, född 10 augusti 1872 i Richwood, Ohio, USA, död 28 september 1939, kringresande undervisare och spridare av Bahá'í-tron och språket esperanto och postumt utnämnd till Guds Saks Hand av Shoghi Effendi. 
Martha Louise Root var en av Bahá’í-rörelsens förgrundsgestalter och undervisare, postumt utnämnd av Shoghi Effendi till Guds Saks Hand. Efter examen från universitetet i Chicago 1895 började hon skriva för olika tidningar. År 1909 mötte hon Roy C. Wilhem, som introducerade Baha’i-tron för henne och gav henne en del litteratur. Hon studerade den nya tron under flera månader, då hon även träffade flera medlemmar i Bahá’í-samfundet. Senare år 1909 konverterade Martha Root till Baha’i-tron och började skriva om den för amerikanska tidningar.

## Resande världsundervisare
Under 1911 utvecklade hon bröstcancer, men den gick tillbaka under det följande året medan hon arbetade med att arrangera 'Abdu'l-Bahás besök och framträdande i Pittsburgh, USA. Den 30 januari 1915 lämnade Martha Root USA för att resa runt i världen och sprida Bahá’í-tron. Hon kunde dock inte besöka de heliga platserna i Akka och Haifa på grund av första världskriget. I stället besökte hon Egypten, Bombay (Mumbay) i Indien, Rangoon i Burma, Japan och Hawaii och undervisade om Baha’i-tron. (Hennes besök i Japan ledde bl.a. till att den japanska nya religionen Omoto tog upp esperanto som internationellt språk.) Hon återvände till USA (San Fransico) den 29 augusti 1915.
Efter fem år i USA reste Martha Root till Kanada 1920 där hon startade flera undervisningsprogram om Bahá’í. Därefter reste hon i Mexico och Guatemala. År 1921 hade hennes bröstcancer spridit sig igen och hon tvingades begränsa sitt resande på grund av kroniska smärtor. Efter att hennes far avlidit i november 1922, återupptog hon sina undervisningsresor. Hon besökte många städer i USA och Kanada, Japan och Kina för att sprida Bahá’u’lláhs läror. Därefter besökte hon Australien, Nya Zeeland, Tasmanien och Hongkong och understödde överallt Bahá’í-pionjärerna i deras arbete med att sprida Baha’i-tron. Hon reste till Sydafrika och deltog i flera radio-utsändningar.

## Rumäniens drottning Marias omvändelse till Baha'i-tron
Martha Root lärde sig esperanto och umgicks med Lidia Zamenhof, dotter till det konstgjorda språkets skapare Ludwig Zamenhof. År 1923 anlände hon till Bukarest där hon sände ett exemplar av John Esslemonts (1874 – 1925) då nyutgivna bok Bahá’u’lláh och Den Nya Tidsåldern till Rumäniens drottning Maria. Två dagar senare beviljades Martha audiens i palatset, och drottning Maria av Rumänien blev den första kungligheten som erkände Bahá’u’lláh och Baha’i-tron. 
År 1925 kunde Martha Root slutligen besöka Palestina, och träffade där Bahíyyih Khánum och Shoghi Effendi. Hon reste därefter till Storbritannien, Tyskland, Grekland, Jugoslavien och Tjeckoslovakien och undervisade om Baha’i-tron. Hon besökte även Iran, trots att Shoghi Effendi varnade henne, i förhoppningen att få träffa shahen Reza Khan Pahlavi och övertala honom om att lätta på det förtryck Irans bahá’íer var utsatta för. Hon fick dock inte träffa honom. År 1930 ville hon besöka Japans kejsare Hirohito för att om möjligt omvända honom och få Japan att nedrusta, men de amerikanska myndigheterna tillät henne inte att resa.
Martha Root fortsatte att undervisa om Baha’i-tron fram till sin död på Hawaii den 28 september 1939. 